# Mansour Barzegar
Mansour Barzegar (persky منصور برزگر‎; 28. února 1948 Teherán, Írán) je bývalý íránský zápasník, volnostylař. V roce 1976 vybojoval stříbro na olympijských hrách. V roce 1973 vybojoval zlato, v roce 1975 a 1977 stříbro na mistrovství světa. V roce 1974 zvítězil na Asijských hrách.